# Александар Павлович
Александар Јурјевич Павлович (рус. Алекса́ндр Ю́рьевич Павло́вич — Гродно, 12. јул 1988) професионални је белоруски хокејаш на леду који игра на позицији деснокрилног нападача.
Члан је сениорске репрезентације Белорусије за коју је на међународној сцени дебитовао на светском првенству 2011. године. 
Од 2011. игра за екипу Динама из Минска у КХЛ лиги. 